# Rhea pennata

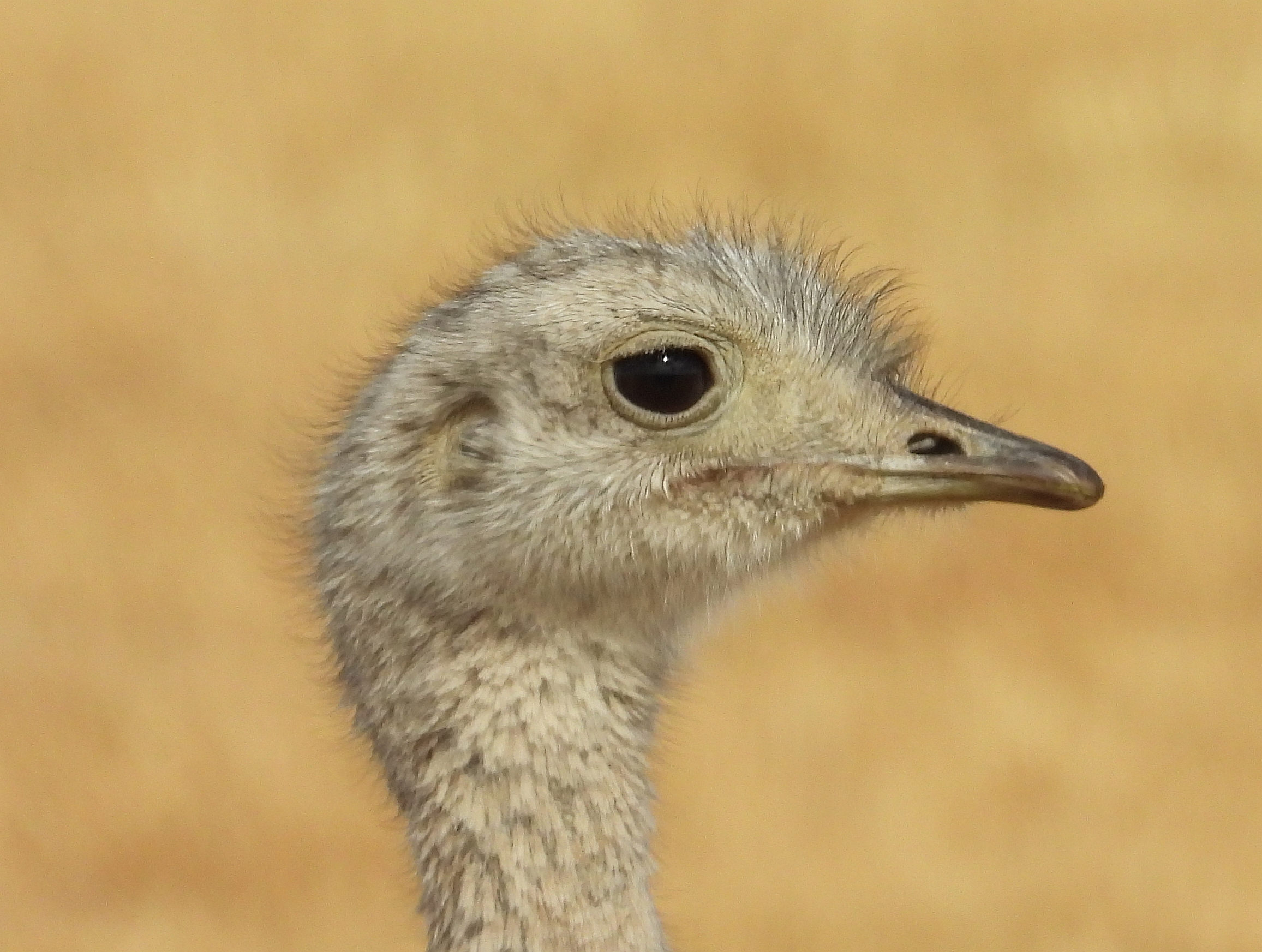
Retrato de ñandú petiso (Rhea pennata), Región de Magallanes, Chile.

El ñandú petiso (Rhea pennata), también conocido como ñandú de Magallanes, ñandú de Darwin, choique, suri,  o simplemente ñandú, es una especie de ave rheiforme de la familia Rheidae nativa de Sudamérica. Se  encuentra en Argentina, Bolivia, Chile y Perú. Similar en aspecto y estructura al ñandú común (Rhea americana), algunos estudios han indicado que debe incluirse en el género Pterocnemia y recuperar así la antigua clasificación de George Gray.

## Descripción
Es un ave que puede alcanzar una altura de entre 95 a 140 cm de alto, y llegar a pesar hasta 30 kg. Son grandes corredores, aún en comparación con otros ratites, habiéndose registrado velocidades mayores a 60 km/h. Corre más rápido que la Rhea americana pero con menor resistencia. Cuando corre lo hace con el cuello en posición horizontal y con las alas pegadas al cuerpo, alcanzando velocidades de hasta 60 km/h. Habitan en zonas altas, de hasta 4000 m s. n. m., de la región de la cordillera de los Andes y el altiplano andino.
Su coloración es gris pardo a castaño con moteado blanco. Las crías nacen con un color blanco amarillento y adquieren el moteado de los adultos al año, son maduros a los dos años de edad. Su emplumado llega hasta los dedos.

## Comportamiento

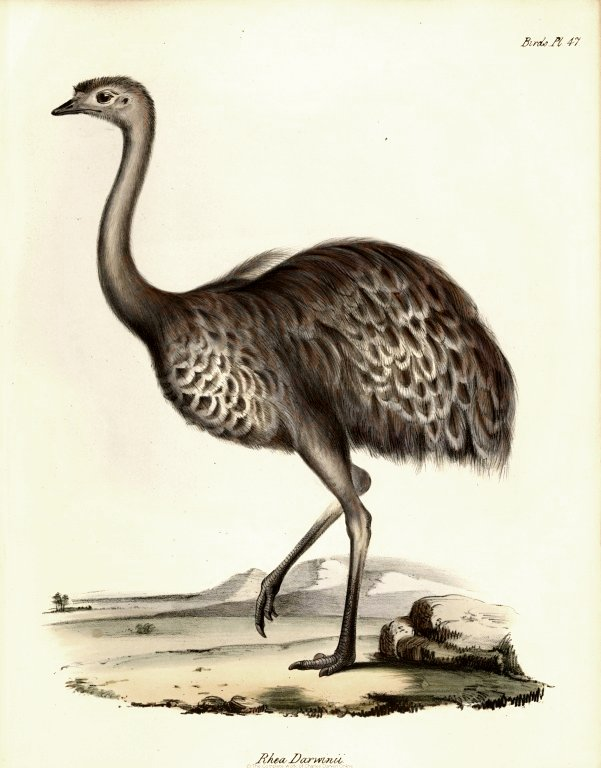
Ilustración de John Gould en The Zoology of the Voyage of H.M.S. Beagle. Part 3. Birds. 1838–1841

Los machos de esta especie son muy agresivos cuando están incubando los huevos. Las hembras ponen los huevos cerca del nido, en lugar de ponerlos en él. La mayoría de los huevos son pasados al nido por el macho, algunos permanecen afuera, dónde se pudren y atraen las moscas al ser rotos por el padre cuando nacen los polluelos, para que coman las moscas. Los polluelos son nidífugos. 
Fuera de la estación de cría, los ñandúes de Darwin son bastante sociables; viven en grupos de 5 a 30 aves, de diferente sexo y edad.

## Hábitat
Rhea pennata vive en áreas de matorral abierto en la estepa patagónica y en la meseta andina, sobre los 3500 m s. n. m.

## Alimentación
Se basa principalmente de hierbas y arbustos, que constituyen el 73% de su alimentación, en tanto gramíneas, juncáceas y ciperáceas conforman el 27% restante. Esta dieta no es competitiva con los herbívoros domésticos.

## Estado de conservación
En Argentina la especie habita el sur del país y parte del Altiplano. Los especialistas aseguran una notable disminución de la población autóctona de ñandúes atribuyendo dicho decrecimiento a  dos causas fundamentales:
- La extensión de la frontera agrícola-ganadera, que acota su hábitat natural
- La caza indiscriminada a el que se lo somete, con el fin de extraer cueros y plumas para algunas danzas nativas como El Ayarachi, y para su exportación.

Entre 1975 y 1985 el mercado externo demandó un promedio anual de 22 000 cueros y 700 kg de plumas mientras que el mercado interno requirió 50 000 cueros anuales. En 1986, la Secretaría de Agricultura, Ganadería y Pesca de la Nación de la República Argentina, por resolución 24/86, prohibió la comercialización del ñandú y sus productos pero esta medida no fue suficiente. 
La caza del ñandú continuó (desde 1986 a 1989 el comercio ilegal involucró alrededor de 12 000 pieles por año) por lo que, a instancias del gobierno argentino, en 1992 se lo incluye en el Apéndice II de la Convención sobre el Comercio Internacional de Especies Amenazadas de Flora y Fauna Silvestre (CITES). 
Esta calificación internacional implica catalogar al ñandú como especie amenazada o vulnerable y sugiere adoptar una legislación muy estricta para revertir la situación actual. Los científicos señalan también que existen causas naturales que hacen vulnerable la reproducción del ñandú. Entre ellas se cuentan los depredadores como el carancho y el zorro, las inundaciones de los nidos, la puesta de las hembras fuera de los mismos y el comportamiento del macho que solo cuida los primeros pichones que nacen y abandona el resto de la nidada. Es notable que a pesar de tener grandes nidadas solo eclosionan el 40 % de los huevos y, a los dos meses, solo sobreviven el 60% de los charabones.
En Bolivia, la especie habita en planicies y cerros del Altiplano fronterizo con Perú, en las localidades del Parque nacional Sajama, también habita al suroeste del país, en Nor y Sud Lipez muchas veces junto a vicuñas y burros. La recolección de sus huevos, la utilización de su carne y de sus plumas por comunidades indígenas, han puesto en grave peligro la existencia de esta ave. Otros de los factores que han devastado a esta especie es la comercialización de su apetecida carne, baja en colesterol, la utilización de su grasa con fines medicinales y la construcción de rutas carreteras en el alto andino. La drástica disminución de suris ha obligado a expertos peruanos y bolivianos a implementar un plan mancomunado de conservación de la especie entre los tres países. La primera de las medidas seria la implementación de un censo de población. La implementación de estas medidas incluyen un minucioso trabajo con comunidades aimarás y quechuas de las diferentes zonas en donde proliferan, ya que el resguardo de la especie involucra, promover un cambio en la forma de sus costumbres.
En el Perú, es una especie en inminente peligro de extinción cuya población hasta hace unos años apenas alcanzaba los 300 ejemplares en todo el país, temiéndose que se haya reducido aun a 200 individuos debido a las malas prácticas veterinarias que lamentablemente se han llevado a cabo en el Centro de Rescate de Animales del poblado de Umajalso, donde sin mayor criterio se vacunó a 53 suris, ocasionándoseles la muerte por intoxicación.[cita requerida] Lo mismo ocurrió años atrás en la Granja Tupalá en Puno, donde perecieron 20 ejemplares.[cita requerida]

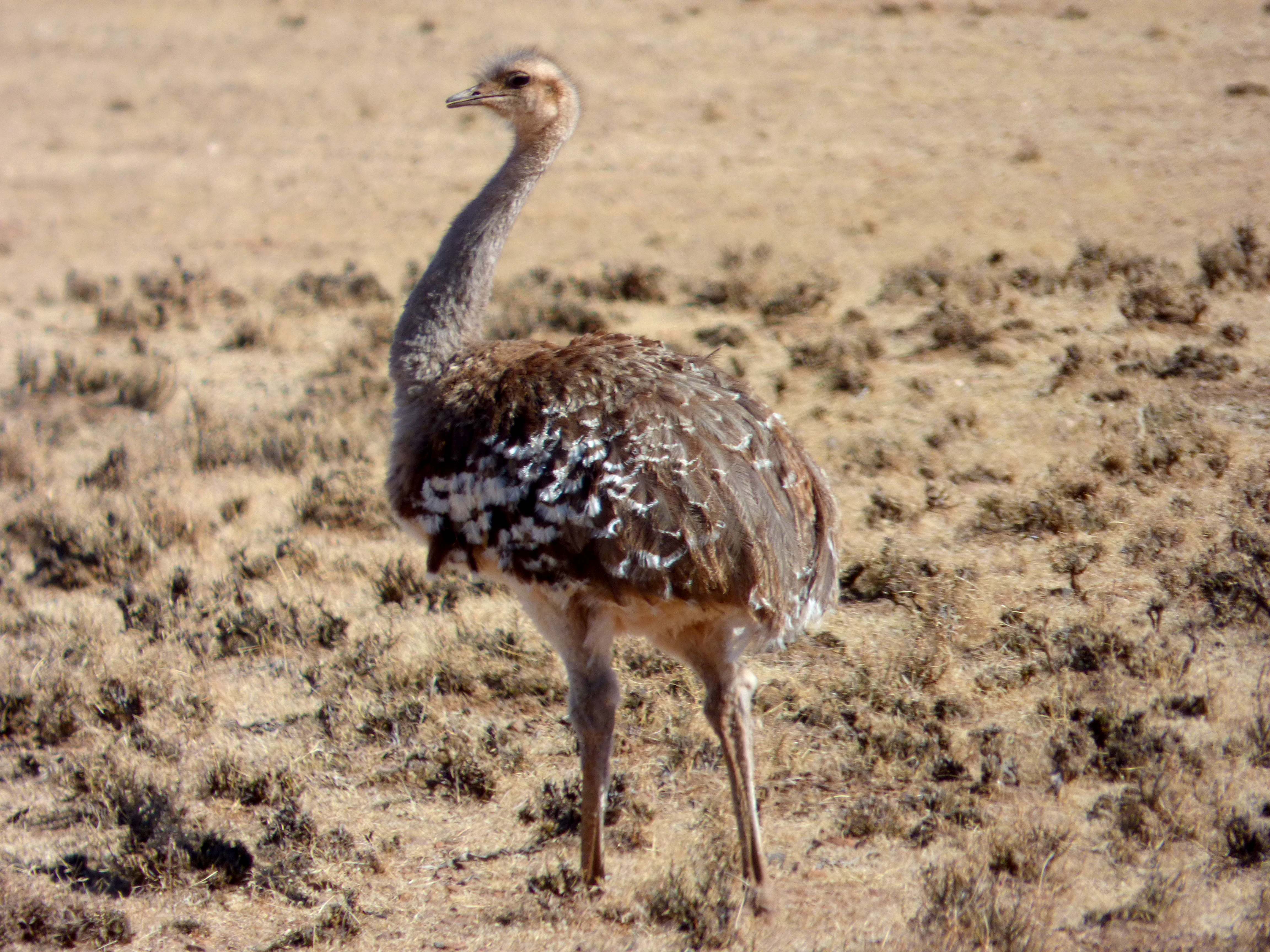
Suri, Rhea pennata en Bolivia.

La provincia de Mendoza en Argentina lo declaró monumento natural provincial por la ley n.º 6599 sancionada el 12 de mayo de 1998.

## Subespecies

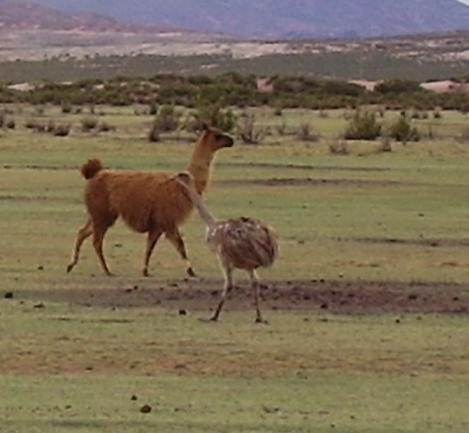
Rhea pennata garleppi

Actualmente se reconocen tres subespecies de Rhea pennata:
- R. p. garleppi (Chubb, 1913)
- R. p. tarapacensis [b] (Chubb, 1913)
- R. p. pennata d'Orbigny, 1834